# Renata Skoto
Renata Skoto (Savona, 24. februar 1934 — Savona, 16. avgust 2023) bila je italijanski sopran i operski režiser.
Prepoznata po svom stilu, muzikalnosti i kao izvanredna pevačica-glumica, Skoto se smatra jednim od istaknutih pevača svoje generacije, specijalizovana za repertoar bel kanta sa ekskurzijama u verismu i Verdijevim repertoarima.
Otkad se 2002. godine povukla sa pozornice kao pevačica, uspešno se okrenula režiji opere i predavanjima u Italiji i Americi, zajedno sa akademskim radnim mestima na Nacionalnoj akademiji di Santa Sisilija u Rimu i Džulijard školi u Njujorku. Ona živi u Armanku u Njujorku, sa suprugom Lorencom Anselmijem.

## Pevačka karijera
Renata Skoto je rođena u Savoni u Italiji. Debitovala je u svom rodnom gradu na Badnjak 1952. godine u svojoj 18. godini ispred rasprodate sale kao Violeta u Verdijevoj La travijati. Sledećeg dana imala je svoj „službeni” operski debi u Teatru Nuovo u Milanu u ulozi Violete. Ubrzo nakon toga, nastupila je u svojoj prvoj Pučinijevoj operi, Madam Baterflaj, u Savoni i za to joj je plaćeno dvadeset i pet hiljada lira. Obe uloge će kasnije postati usko povezane s njenim imenom.
Godine 1953, Skoto je bila na audiciji u La Skali za ulogu Valtera u Katalanijevom La Wally sa Renatom Tebaldi i Mariom del Monakom. Nakon njene audicije, jedan od sudija, dirigent Viktor de Sabata je izjavio: „Zaboravi na ostale“. La Wally je otvoren 7. decembra 1953. i Skoto je ponovo pozvana na petnaest podizanja zavese. Tebaldi i Del Monako su dobili po sedam.
Renatin veliki proboj je došao 1957. godine: na Festivalu u Edinburgu, La Skala je izvela svoju produkciju Belinijeve La Sonnambula sa Marijom Menegini Kalas kao Amina. Produkcija je bila toliko uspešna da je kompanija dodala neplanirani peti nastup. Kalas, koja je imala ugovor za četiri izvođenja, odbila je da nastupi u dodatnom nastupu, ali je dozvolila menadžmentu La Skale, koji ju je najavio za peti nastup bez njenog pristanka, da objasni njen odlazak sa festivala kao posledicu bolesti. Skoto, koja je obradila ulogu Amine, otpevala je ulogu 3. septembra 1957. Predstava je imala veliki uspeh, a 23-godišnja Skoto je postala međunarodna operska zvezda.
Godine 1961, ponovo je izvela Aminu u venecijanskom La Feniceu sa tenorom Alfredom Krausom sa kojim je delila istog učitelja, Mercedes Ljopart, i dugo profesionalno društvo.
Tokom 1960-ih postala je jedna od vodećih pevačica u oživljavanju belkanta koji je pokrenuo Kalas tokom 1950-ih. Pevala je Belinijevu Zairu i La stranieru, plus Đulijetu u Belinijevoj I Capuleti e i Montecchi, Donicetijevu Maria di Rohan, Mejerbirovog Robert le Diable (na italijanskom) i druge repertoarske retkosti. Godine 1964, nastupila je sa La Skalom u Boljšom teatru u Moskvi, što je bila prva turneja operske trupe u Sovjetskom Savezu tokom godina Hladnog rata.
Njeni kasniji koncertni nastupi uključivali su Berliozove Les nuits d'été, Lieder od Malera i Štrausa, kao i Šenbergov Erwartung sa orkestrom Akademije di Santa Sesilija i RAI orkestrom iz Torina.

## Diskografija
Audio
- Bellini; I Capuleti e i Montecchi. Claudio Abbado, 1968
- Bellini, La sonnambula. Cillario, 1972, Covent Garden
- Bellini, La sonnambula, Santi, La Fenice 1961
- Bellini, La straniera, Gracis.
- Bellini; Norma; Levine; Sony 1979
- Bellini, Norma, Muti, Firenze 1981
- Bellini, Zaira, Belardinelli
- Bizet, Carmen (Micaela), Molinari-Pradelli
- Cilea; Adriana Lecouvreur; Levine; Sony
- Cilea; Adriana Lecouvreur; Gavazzeni
- Cherubini; Medea (Glauce), Serafin, EMI 1957
- Donizetti, Don Pasquale, Franci
- Donizetti, L'elisir d'amore, Gavazzeni
- Donizetti. Lucia di Lammermoor, Sanzogno, 1959
- Donizetti. Lucia di Lammermoor, Gavazzeni
- Donizetti. Lucia di Lammermoor, Sanzogno
- Donizetti. Lucia di Lammermoor, Rigacci
- Donizetti, Maria di Rohan, Gavazzeni
- Donizetti, Anna Bolena, Dallas, Rudel, 1980
- Giordano; Andrea Chénier; Levine; RCA 1976
- Gounod, Philémon et Baucis, Sanzogno
- Gounod, Faust, Parodi
- Leoncavallo; Pagliacci. Muti. EMI
- Mascagni; Cavalleria rusticana; Levine; RCA
- Meyerbeer, Roberto il diavolo, Sanzogno
- Meyerbeer, Le prophète, Lewis, CBS
- Pergolesi, La serva padrona, Fasano
- Ponchielli, La Gioconda, Bartoletti
- Puccini: Edgar. Queler. CBS
- Puccini; La bohème; Votto DG, 1962
- Puccini; La bohème; Levine, EMI, 1979
- Puccini; Le Villi; Maazel, CBS
- Puccini; Il trittico (in Il tabarro & Suor Angelica); Maazel; CBS 1979
- Puccini; Madama Butterfly; Barbirolli. EMI 1966
- Puccini; Madama Butterfly; Maazel. Sony 1978
- Puccini; Madama Butterfly, Adler, San Francisco 1965
- Puccini, Madama Butterfly, Basile
- Puccini; Tosca. Levine, EMI, 1980
- Puccini; Turandot (Liù), Molinari-Pradelli, EMI, 1967
- Refice; Cecilia, Campori
- Respighi; Il tramonto, Fulton, Tokyo String Quartet
- Rossini, Il barbiere di Siviglia, Bellezza
- Rossini, , ''Petite messe solennelle", Bertola
- Spontini, La vestale, Picchi
- Verdi, I Lombardi, Gavazzeni
- Verdi, I vespri siciliani, Gavazzeni
- Verdi, I vespri siciliani, Muti
- Verdi, La traviata, Cillario
- Verdi; La traviata; Votto DG 1963
- Verdi; La traviata; Muti. EMI 1980
- Verdi; Nabucco; Muti ; EMI
- Verdi; Messa da requiem; Muti; EMI
- Verdi, Messa da requiem, Abbado, Rome 1977
- Verdi; Rigoletto; Gavazzeni; RCA
- Verdi; Rigoletto; Kubelik; RCA
- Verdi, Rigoletto, Giulini
- Verdi; Otello; Levine; RCA
- Verdi, Otello, Muti, Firenze, 1978
- Verdi; Songs, Washington
- Wolf-Ferrari; Il segreto di Susanna, Pritchard, CBS 1980
- The very best of Renata Scotto; Arias y escenas; EMI
- Italian Opera Arias; Gavazzeni; Sony 1976
- Aria & Song, Mascagni-Liszt-Scarlatti-Rossini, Ivan Davis
- French Recital (Berlioz, Offenbach, Massenet, Thomas, Gounod), Rosenkrans
- Haydn-Donizetti-Faure-Puccini Recital, Arnaltes
- Christmas with Scotto, Anselmi
- In Moscow. Recorded Live In 1964 (Melodiya, 2009)

Video
- Donizetti. L'elisir d'amore. Gavazzeni. Firenze, 1967
- Donizetti. Lucia di Lammermoor. Bartoletti, Tokyo 1967
- Gounod. Faust. Ethuin, Tokyo, 1973
- Puccini. La bohème; Levine (Mimì), Met 1977
- Puccini. La bohème; Levine (Mussetta), Met 1982
- Puccini. Manon Lescaut; Levine; Met 1983
- Verdi. Otello; Levine; Met 1978
- Verdi. La traviata; Verchi, Tokyo 1973
- Verdi. Luisa Miller; Levine; Met 1979
- Zandonai. Francesca da Rimini, Levine; Met 1984
- Recital in Budapest 1991, Lukacs
- In Concert and Recital in Montreal 1986, Fulton, Armenian

## Literatura
- Scotto: More Than a Diva. 1984. ISBN 0-385-18039-X. by Renata Scotto and Octavio Roca, Doubleday & Company, Inc.
- Konrad Dryden (1999). Riccardo Zandonai, A Biography. Foreword by Renata Scotto, Peter Lang Inc. ISBN 0-8204-3649-6.
- Eaton, Quaintance (1974). Opera Production 1: A Handbook. Da Capo Press. ISBN 0-306-70635-0.
- Kimbell, David (2001).  Holden, Amanda, ур. The New Penguin Opera Guide. New York: Penguin Putnam. ISBN 0-14-029312-4.
- Weinstock, Herbert (1971). Bellini: His Life and His Operas. New York: Knopf. ISBN 0-394-41656-2.
- Anderson, James (1999). The Complete Dictionary of Opera and Operetta. Wings Books. ISBN 0-517-09156-9.
- Budden, Julian; Forbes, Elizabeth; Maguire, Simon (1998), "La sonnambula", in Stanley Sadie, (ed.), The New Grove Dictionary of Opera. ISBN 1-56159-228-5., vol. 4. London: Macmillan Publishers, Inc.  0-333-73432-7.
- Casa Ricordi (pub.), "Vincenzo Bellini": Outline of his life (in English) and list of critical editions of his works published by Ricordi on ricordi.it. Retrieved 13 December 2013.
- Galatopoulos, Stelios (2002). Bellini: Life, Times, Music: 1801–1835. London, Sanctuary Publishing. ISBN 978-1-86074-405-1.
- Osborne, Charles (1994). The Bel Canto Operas of Rossini, Donizetti, and Bellini. Portland, Oregon: Amadeus Press. ISBN 0-931340-71-3.
- Orrey, Leslie (1973), Bellini. ISBN 0-460-02137-0. (The Master Musicians Series), London: J. M. Dent.
- Rosselli, John (1996). The Life of Bellini. New York: Cambridge University Press. ISBN 0-521-46781-0.
- Rutherford, Susan (2007). „'La cantante delle passioni': Giuditta Pasta and the Idea of Operatic Performance”. Cambridge Opera Journal. 19 (2): 107—138. JSTOR 27607154. S2CID 191609009. doi:10.1017/S0954586707002303.
- Thiellay, Jean; Thiellay, Jean-Philippe (2013). Bellini. Paris: Actes Sud. ISBN 978-2-330-02377-5.
- Willier,, Stephen Ace (2002). Vincenzo Bellini: A Guide to Research. Routledge. ISBN 0-8153-3805-8.

## Spoljašnje veze
- Renata Scotto in the final scene of Suor Angelica на веб-сајту  (1981).
- -author= -
- Renata Scotto in Russia, 1964 recital на веб-сајту
- Renata Scotto in recital, 20 February 1982 (John Atkins, pianist) на веб-сајту